# Кочиш, Рэзван
Рэзва́н Ко́чиш (рум. Răzvan Cociş; 19 февраля 1983, Клуж-Напока, Румыния) — румынский футболист, полузащитник.

## Биография

### Клубная карьера
Кочиш начал играть в футбол в родном городе Клуж-Напока. Его первым тренером был Мирча Кожокару. Кочиш выступал за клуж-напокские клубы КУГ и «Университатя». Пока Рэзван играл за «Университатю», его пытались приобрести французский «Ренн», бельгийский «Гент» и венский «Рапид», причём в последних двух клубах Кочиш побывал на просмотре, но «Университатя» отказала всем трём претендентам. Тем не менее Кочиш перешёл из «Университати» в тираспольский «Шериф», так и не сыграв ни одного матча в высшей лиге Румынии. По словам самого Рэзвана, когда «Шериф» обратился в «Университатю», сам он всеми мыслями был в «Ренне», а «Университатя» имела большие долги и заблокированные банковские счета и не смогла бы получить деньги за трансфер, но представители «Шерифа» приехали в Клуж с наличными деньгами, благодаря чему Кочиша отпустили в Тирасполь вместе с Георге Флореску. Рэзван согласился перейти в «Шериф», осознавая, что в Клуже не было никаких условий. У него был контракт на 4 000 евро, но и эти деньги он получал не полностью и не вовремя.
Кочиш дебютировал в Лиге чемпионов УЕФА 14 июля 2004 года в матче первого отборочного раунда, который «Шериф» на своём поле выиграл у люксембургского «Женесса» (Эш) — 2:0.
В составе «Шерифа» Кочиш стал двукратным чемпионом Молдавии (2005 и 2006 годы), обладателем Кубка Молдавии 2006 года, а также дважды, в 2004 и 2005 годах, выиграл Суперкубок Молдавии. По итогам обоих сезонов, проведённых в «Шерифе», признавался лучшим нападающим Молдавии.
7 мая 2005 года «Шериф», который к тому моменту уже обеспечил себе звание чемпиона Молдавии сезона 2004/05 годов, провёл на своём поле контрольный матч с московским «Динамо» и выиграл — 1:0. Единственный мяч на 22-й минуте забил Кочиш, позже упустивший ещё один голевой момент.
В феврале 2007 года Кочиш подписал контракт с «Локомотивом» до 30 ноября 2009 года. До этого москвичи довольно долго вели переговоры с «Шерифом», а окончательное решение о приобретении Рэзвана приняли после товарищеского матча «Шерифа» с самарскими «Крыльями Советов», прошедшего 14 февраля в кипрском городе Айя-Напа и завершившегося вничью — 1:1. Трансфер Кочиша из «Шерифа» обошёлся «Локомотиву» в 2,6 миллиона евро. Агент игрока Тибериу Петриш заявлял, что контракт можно будет продлить после 1 декабря 2009 года. По словам тогдашнего тренера «Локомотива» Анатолия Бышовца, который видел Кочиша в играх за сборную Румынии, задачей Кочиша и приобретённого «Локомотивом» в тот же период бразильца Родолфо было «продублировать отдельные позиции». 20 февраля 2007 года Кочиш дал интервью газете «Советский спорт», в котором сказал, что прозвищ у него нет, хотя, когда он был маленьким, его называли Bolo. «По-русски это мяч, верно?» — спросил румын.
За годы в московском клубе Рэзван проделал путь от игрока основы до запасного, от нападающего до крайнего защитника. Всего за «Локомотив» провёл 66 матчей, забил 5 голов. В мае 2009 года заявил, что в «Локомотиве» чувствует себя комфортно и надеется подписать с московским клубом новый контракт, однако в конце 2009 года покинул «Локомотив» на правах свободного агента, сломав руку на одной из последних тренировок. Некоторое время тренировался в составе «Университати». Сообщалось, что румын станет игроком английского «Портсмута», причём Тибериу Петриш утверждал, что «трансфер на 99 процентов завершён». Также в тот период на Кочиша претендовал клуж-напокский клуб ЧФР, но в итоге Рэзван стал игроком румынской «Тимишоары». Немного поиграв там, перебрался в чемпионат Саудовской Аравии.
В феврале 2011 года был отдан в аренду во львовские «Карпаты» с правом выкупа. В СМИ сообщалось, что его зарплата будет составлять столько же, сколько в «Аль-Насре», а именно 80 000 долларов в месяц. В команде дебютировал 18 февраля 2011 года в товарищеском матче против болгарского «Литекса» (3:3), в этом матче Кочиш забил два мяча на 80 и 90 минуте. В Премьер-лиге Украины дебютировал 6 марта 2011 года в выездном матче против киевского «Арсенала» (2:2). В следующем домашнем матче 13 марта 2011 года против донецкого «Шахтёра» (1:0), Кочиш забил единственный гол в матче на 57 минуте после прострела Дениса Кожанова, Рэзван замкнул удар головой в ворота Андрея Пятова. Эта победа «Карпат» принесла второе поражение «Шахтёра» в этом сезоне.
В этом чемпионате «Карпаты» заняли 5-е место, что позволило на следующий сезон выступать в Лиге Европы. Путёвку в турнир львовский клуб завоевал после домашней победы над симферопольской «Таврией» со счётом 1:0 в матче 26-го тура, прошедшем 23 апреля 2011 года. В том матче Кочиш получил жёлтую карточку на 28-й минуте, на 40-й отдал голевой пас Артёму Федецкому, а на 81-й был заменён на Александра Гурули. «Карпаты» играли в меньшинстве с 17-й по 75-ю минуту, между удалениями Олега Голодюка («Карпаты») и Андрея Донца («Таврия»). Согласно установке главного тренера «Карпат» Олега Кононова румын в том матче часто переходил в линию полузащиты, и Кононов остался доволен его игрой.
Кононов неоднократно подчёркивал в интервью, что благодаря опыту выступлений на постсоветском пространстве Кочиш быстро адаптировался в «Карпатах»; эту точку зрения подтвердил и капитан львовского клуба Игорь Худобяк. После сезона Кононов согласился, что Кочиш оказался единственным новичком львовян, проявившим себя на должном уровне.
«Карпаты», по словам всё того же Кононова, пытались выкупить контракт Кочиша, но в середине 2011 года Рэзван стал игроком российского клуба «Ростов», подписав с ним контракт на 3 года. Генеральный директор «Ростова» Юрий Белоус отметил, что Кочиш — универсальный футболист, способный сыграть и нападающего, и центрального полузащитника, а в «Локомотиве» ему доводилось играть на правом фланге обороны, но не стал уточнять, на какой именно позиции Кочиша видит новый главный тренер «Ростова» Сергей Балахнин.
В сентябре 2013 года перешёл в ужгородскую «Говерлу». Дебютировал за клуб 15 сентября 2013 года против донецкого «Металлурга».
14 июля 2014 года Кочиш перешёл в клуб MLS «Чикаго Файр». За американский клуб играл до конца сезона 2016 года, провёл в MLS 66 игр и забил семь голов.

### Карьера в сборной
Дебютировал в национальной сборной Румынии 17 августа 2005 года в матче против Андорры.

## Личная жизнь
Женат. 13 февраля 2012 года Рэзван стал отцом.
13 июля 2015 года «Чикаго Файр» объявил о получении Рэзваном грин-карты постоянного жителя США, что означает он больше не будет считаться легионером и занимать место иностранного игрока в составе любого клуба MLS.

## Достижения
- Чемпион Молдавии (2): 2004/05, 2005/06
- Обладатель Кубка России (1) 2006/07

## Результат по сезонам
| Сезон   | Команда             | Кол-во Игр | Кол-во Голов |
| ------- | ------------------- | ---------- | ------------ |
| 2001/02 | Университатя (Клуж) | 3          | 0            |
| 2002/03 | Университатя (Клуж) | 8          | 2            |
| 2003/04 | Университатя (Клуж) | 26         | 12           |
| 2004/05 | Шериф Тирасполь     | 21         | 12           |
| 2005/06 | Шериф Тирасполь     | 22         | 10           |
| 2006/07 | Шериф Тирасполь     | 13         | 2            |
| 2007    | Локомотив Москва    | 14         | 3            |
| 2008    | Локомотив Москва    | 25         | 1            |
| 2009    | Локомотив Москва    | 15         | 1            |
| 2010    | Тимишоара           | 9          | 3            |
| 2010    | Аль-Наср            | 12         | 2            |
| 2010/11 | Карпаты (Львов)     | 11         | 2            |
| 2011/12 | Ростов              | 25+2       | 3+1          |
| 2012/13 | Ростов              | 15         | 1            |